# Dobrojewo (województwo lubuskie)
Dobrojewo (niem. Johanneswunsch) – wieś w Polsce położona w województwie lubuskim, w powiecie międzyrzeckim, w gminie Skwierzyna.
W latach 1975–1998 miejscowość administracyjnie należała do województwa gorzowskiego.